# André Assis
André Koch Torres Assis (Juiz de Fora, 11 de agosto de 1962) é um físico brasileiro.
Atualmente atua como professor de física na Universidade Estadual de Campinas, trabalhando com gravitação, eletromagnetismo, cosmologia e história da ciência.
Esses trabalhos, porém, trazem um novo paradigma para a física, que, em mecânica e gravitação, tenta implementar quantitativamente as ideias de Leibniz, Berkeley e Mach a partir dos trabalhos de Weber em eletromagnetismo. Trata-se, na verdade, de uma crítica à mecânica newtoniana e também às teorias da relatividade especial e geral de Einstein.
Assis recebeu o Prêmio Jabuti na categoria "Ciências Exatas" por duas vezes: em 1996 pelo livro "Eletrodinâmica de Weber" e em 2012 pelo livro "Eletrodinâmica de Ampère".
Entre suas obras, destacam-se:
- Eletrodinâmica de Weber, Editora da Unicamp, Campinas, 1995.
- Mecânica Relacional, Centro de Lógica, Epistemologia e História das Ciências, Campinas, 1998.
- Uma Nova Física, Editora Perspectiva, São Paulo, 2002.
- Eletrodinâmica de Ampère, Editora da Unicamp, Campinas, juntamente com João Paulo Martins de Castro Chaib.
- Tradução Comentada das Principais Obras de Coulomb sobre Eletricidade e Magnetismo, Editora Apeiron, Montreal, 2022.[2]